# Уралсвязьинформ
Уралсвязьинформ — ранее существовавшая российская телекоммуникационная компания, одна из семи межрегиональных компаний связи (МРК), принадлежавших ОАО «Связьинвест». Прекратила свою деятельность 1 апреля 2011 года в результате присоединения к ОАО «Ростелеком».
В последнее время штаб-квартира компании располагалась в Екатеринбурге, ранее, до 2004 года, — в Перми.

## История
ОАО «Уралсвязьинформ» было создано в апреле 1994 года в результате приватизации Государственного предприятия связи и информатизации «Россвязьинформ» на технологической базе пермской ГТС и сети телефонной связи Пермской области.
В 2002 году в состав оператора связи Пермского края ОАО «Уралсвязьинформ» вошли шесть региональных компаний и одна городская, а именно ОАО «Уралтелеком» Свердловской области, ОАО «ЕТС» Екатеринбурга, ОАО «Связьинформ» Челябинской области, ОАО «Хантымансийскокртелеком», ОАО «Тюменьтелеком», ОАО «Ямалэлектросвязь» и ОАО «Электросвязь» Курганской области.
С начала 2005 года в состав «Уралсвязьинформа» вошёл ряд дочерних предприятий: ЗАО «Ермак RMS», ООО «ЮУСТ», ООО «Тюменьруском», ООО «Уралком», ЗАО «ВСНЕТ».
В начале 2010 года генеральный директор компании, Анатолий Уфимкин, заявил о том, что в планах развития связи не числится 3G, но компания внимательно следила за развитием сетей следующего поколения — 4G (WiMAX, LTE) и их специалисты работали в этом направлении.
Также в 2010 году Уралсвязьинформ начал развивать сети построенные по технологии оптического доступа GPON и обеспечивающие скорость подключения 1 Гбит/c.
1 апреля 2011 года ОАО «Уралсвязьинформ» было исключено из Единого государственного реестра юридических лиц в связи с присоединением к ОАО «Ростелеком», который стал правопреемником по всем правам и обязательствам компании.
В 2014 году, в ходе передачи Ростелекомом мобильных активов в Tele2 Россия, из Уралсвязьинформа были выделены мобильные активы в новую компанию, названную «Уралвестком». В последующем «Уралвестком» была передана в ООО «Т2 РТК».
17 июля 2015 года в Свердловской области произошёл перевод абонентов на Tele2.
24 июля 2015 года в Пермском крае произошёл перевод абонентов на Tele2.
7 августа 2015 года в Тюменской области произошёл перевод абонентов на Tele2.
26 августа 2015 года в Курганской области произошёл перевод абонентов на Tele2.
28 августа 2015 года в Ханты-Мансийском автономном округе—Югре произошёл перевод абонентов на Tele2.
11 сентября 2015 года в Ямало-Ненецком автономном округе произошёл перевод абонентов на Tele2.
29 сентября 2015 года в Челябинской области произошёл перевод абонентов на Tele2.

## Собственники и руководство
Основным акционером компании являлся государственный холдинг ОАО «Связьинвест», ему принадлежало 53 % акций. Остальные акции распределялись между номинальными держателями — 18 % и физическими лицами — 28 %. Акции «Уралсвязьинформа» торговались в Российской торговой системе и на Московской межбанковской валютной бирже. АДР 1 уровня обращались на Берлинской и Франкфуртской фондовых биржах, в электронной системе торгов XETRA и на внебиржевом рынке США.
Капитализация — $632 млн (1 сентября 2009 года).
Председатель совета директоров — Александр Провоторов. 

Генеральные директора:
- (2005—2010) Анатолий Яковлевич Уфимкин
- (2010—2011) Сергей Алексеевич Лукаш.

## Деятельность
ОАО «Уралсвязьинформ» являлось крупнейшим оператором телекоммуникационных услуг и монополистом в области телефонной связи Уральского региона.
Предоставляло услуги мобильной связи, проводной телефонии, Интернет по технологии ADSL/ADSL2/ADSL2+.
Utel («Ю-Тел») — основной бренд, под которым осуществлялось предоставление услуг.

### Показатели деятельности
Количество абонентов фиксированной связи на 30 июня 2009 года — 3,7 млн, сотовой связи стандарта GSM — 5,7 млн, широкополосного доступа в интернет — 633,3 тыс..
По данным Advanced Communications & Media по состоянию на декабрь 2009 года количество абонентов ШПД — 670 тыс. (доля на российском рынке — 6 %, 7 место).
Выручка компании (МСФО) в 2008 — 40,691 млрд руб. (рост на 3,9 %, в 2007 год — 39,152 млрд руб.), чистая прибыль — 2,535 млрд руб. (рост на 10,4 %, 2,297 млрд руб.).